# Portonaccio

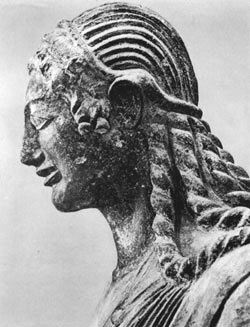
Apol·lo del temple de Portonaccio de Veio

Portonaccio és un jaciment arqueològic prop de l'antiga ciutat etrusca de Veïs, al nord de Roma, Itàlia central. No ha de ser confós amb el barri de la ciutat del mateix nom, que està en la part oriental de la ciutat, prop de la via Tiburtina.
El santuari de Minerva de Portonaccio va ser el primer temple pertanyent a l'ordre toscà que es va erigir a Etrúria (al voltant del 510 aC). La reconstrucció proposada el 1993 per Giovanni Colonna, juntament amb Germano Foglia, presenta un edifici d'uns 18 metres quadrats sobre un podi baix amb dues parts: primer un pronaos amb dues columnes a manera de façana, de 7 metres de profunditat, i després la part posterior formada per tres cel·les adjacents de 9 metres de profunditat. Les columnes de 6 metres estan fetes de tuf amb estuc com les parets, que dins del pronaos van ser decorades amb diverses pintures sobre panells de fang. La teulada era de fusta coberta amb terracota policromada. La terracota tenia adorns de bronze i altres modelatges a mà, entre els quals es troben una esplèndida sèrie de grans acroteris amb els caps de gorgones, mènades i sàtirs.
Aquest santuari, entre els més antics i venerats de tota Etrúria, es trobava a l'exterior de la ciutat i al seu través passava una carretera que portava des de la ciutat de Veyes a la costa tirrena i les famoses salines de Veyes. Al costat del temple, hi havia una gran piscina amb un túnel i una tanca que cloïa els boscos sagrats.
La recuperació de fragments del santuari va determinar el començament de les excavacions de 1914, que van continuar després del descobriment de la famosa estàtua d'Apol·lo el 1916.